# سالوديتشو
سالوديتشو (بالإيطالية: Saludecio)‏ هي بلدية في مقاطعة ريميني في إقليم إميليا رومانيا في إيطاليا.

## السكان
في سنة 1861 بلغ عدد السكان 4٬003 نسمة، وتطور العدد ليصل في سنة 2011 لـ 3٬028 نسمة.
يظهر هذا المخطط البياني تطور النمو السكاني لـ سالوديتشو

## معرض صور

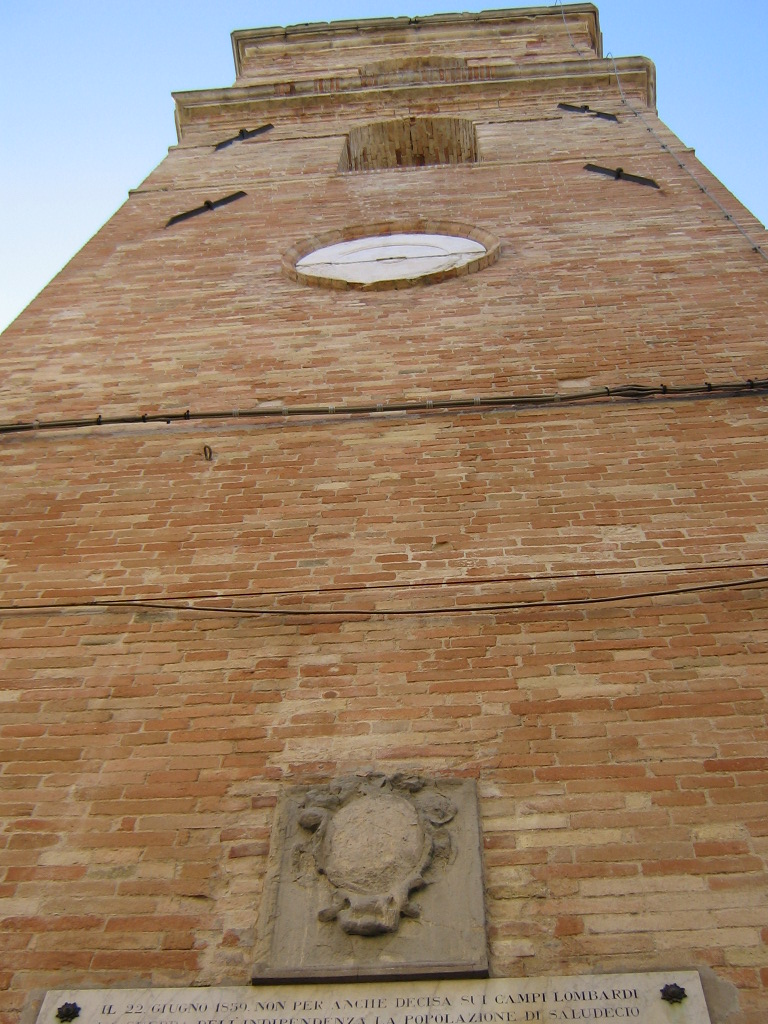
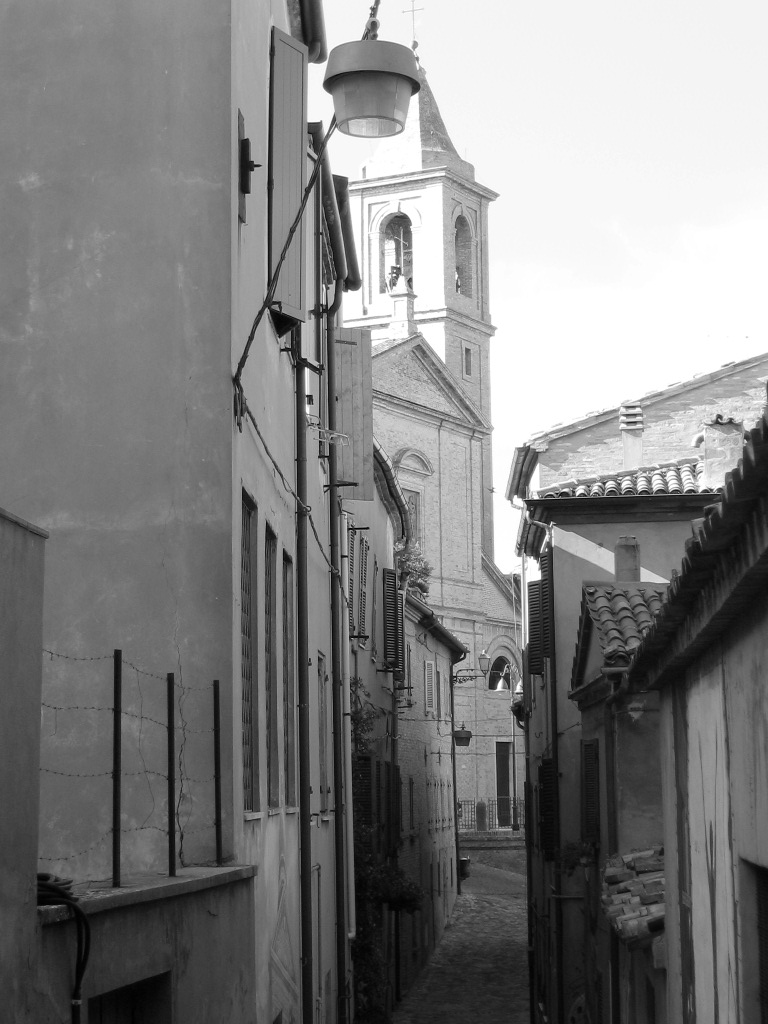